# Plectranthus platostomoides
Plectranthus platostomoides là một loài thực vật có hoa trong họ Hoa môi. Loài này được (Robyns & Lebrun) ined. miêu tả khoa học đầu tiên.